# Эфендизаде, Агаали-бек
Агаали-бек Хаджи Мухаммед оглы Эфендизаде (азерб. Ağaəli bəy Hacı Məhəmməd oğlu Əfəndizadə; 10 сентября 1856, Шемахы, Шемахинский уезд, Шемахинская губерния, Российская империя — 1914, Шемахы, Шемахинский уезд, Шемахинская губерния, Российская империя) — азербайджанский поэт XIX века, член литературного общества «Бейтус-сафа».

## Биография
Агаали-бек родился в Шемахе в 1856 году в купеческой семье. Он получил образование в школе «Усули-джадид» и в совершенстве выучил персидский язык. После окончания школы некоторое время работал и помогал отцу, занимавшемуся торговлей. Поскольку других детей у отца не было, когда он уезжал в дальние страны с торговыми целями, на Агаали ложились домашние дела и работа на рынке. Однако, несмотря на критику простых людей и недовольство родителей, Агаали поступил в городскую школу для изучения русского языка после шестнадцати лет и закончил третий класс этой школы. Поскольку он хорошо знал русский язык и обладал особыми способностями, устроился секретарём в судебную канцелярию в Шемахе. Свободное время после работы он проводил за чтением, и в совершенстве освоил эти науки, читая книги по логике, которые были учебными пособиями того периода. После революции 1905 года царское правительство преследовало людей, открыто высказывающих своё мнение, что потревожила поэта. Он больше не мог видеться со своими единомышленниками. После обыска в доме Аббаса Сиххата в 1911 году стал ещё более осторожным. Агаали-бек скончался в Шемахе 1914 году в возрасте 58 лет.

## Творчество
Агаали-бек писал произведения на азербайджанском языке под псевдонимом «Насех». Выделявшийся среди сверстников добродушием, сдержанностью, усердием и знаниями, полученными благодаря личному чтению, с юных лет снискал уважение городской общественности. Его интерес к литературе и поэзии влёк его на литературные собрания, встречи поэтов и учёных в Шемахе. Беседы Сеид Азима Ширвани, Молла-ага Бихуда, Алекпера Гафила, Молла Махмуда Зёви, Мирза Насруллах-бека Дидя и других ещё больше усилили его страсть к литературе, и вскоре он вступил в литературное общество «Бейтус-сафа». Агаали-бек был близким другом Фирудин-бека Кочарли и даже дал ему много материалов о большинстве ширванских поэтов. В последний период деятельности «Бейтус-сафа» шемахинские поэты часто собирались друг у друга в домах, читали и обсуждали написанное. Когда-то Мирза Алекпер Сабир, Аббас Сиххат и Мухаммед Таррах, близким другом которых он был, регулярно приносили свои только что написанные стихи Насеху, которого называли «Мизануш-шуара», и хотели узнать его совет и мнение. Поэт всегда давал им удовлетворительные ответы. Хотя он работал секретарём в государственном суде, он был недоволен правилами существующей системы. Социальные несправедливости того времени заставляли поэта быть в раздумьях и это нашло отражение в его стихах. Из-за государственной слежки за поэтами, он закапывает большинство своих произведений под домом.
В конце своей жизни Насех начал писать произведение под названием «Накам». Героиней этого произведения, повествующего о жизни азербайджанских женщин, их жизни в тяжёлых лишениях и бесправии от рук невежд, и их несчастной судьбе, стала женщина по имени Гямяр. Основное содержание его газелей составляют жалобы на неверных красавиц, непоколебимость на пути верного и непоколебимого любовника, восхваление чистой любви. Написание в классическом стиле, уникальные оригинальные выражения и образный язык Насеха — его личные качества. Как ни оскорбляет он свою любовницу, лирический герой поэта все равно не разочаровывается в ней, он остаётся верным, стойким любовником, предпочитая её всем благам природы. Лирический герой поэта заранее надел саван, чтобы стать свидетелем смерти возлюбленной. Однако, он пишет вместо ношения савана выражение «покрытый», которое хотя и употреблялось в разговорной речи, но впервые было введено в письменную литературу, возможно, им самим. Помимо темы любви, Насех в последние периоды своего творчества также затрагивал и социальные вопросы, и описал в мухаммасе с редифом «Görürəm» («Я вижу»), что вместо правды справедливости, верности и милосердия, царят в мире несправедливость, угнетение, обман, безжалостность и жестокость.